# Joel Eriksson (racerförare)
Joel Eriksson, född 28 juni 1998 i Tomelilla, är en svensk professionell racerförare som för närvarande kör för Dragon / Penske Autosport i Formel E.

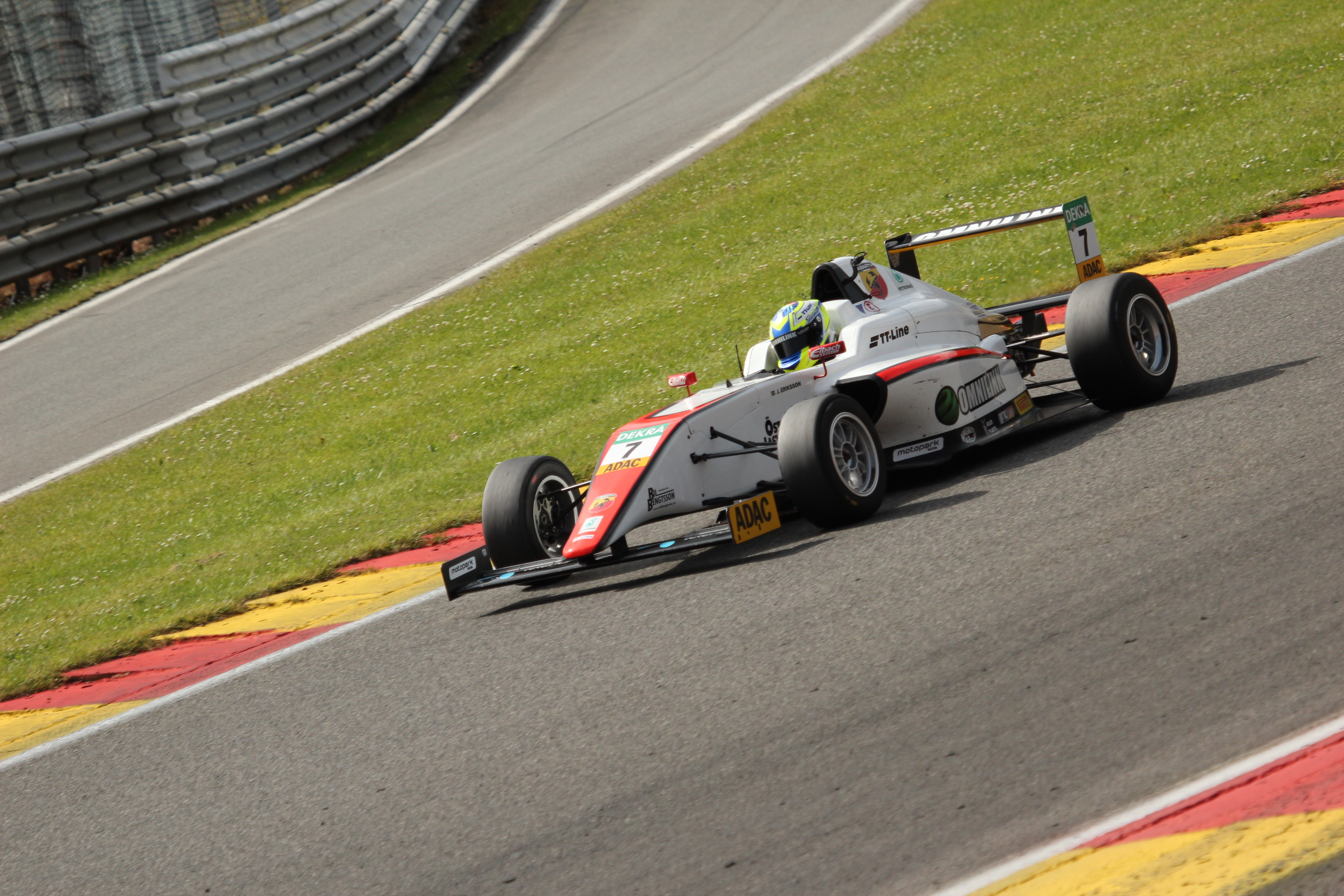
Joel Eriksson i ADAC Formula 4 Championship på Spa 2015.